# Wykrywacz min W-3-P
Wykrywacz min W-3-P (W-4-P) – urządzenie saperskie przeznaczone do wykrywania min, pocisków i bomb o kadłubach metalowych oraz min o kadłubach z tworzyw sztucznych i drewnianych z zapalnikami metalowymi, ustawionych w gruncie, śniegu i w wodzie.

## Charakterystyka wykrywaczy

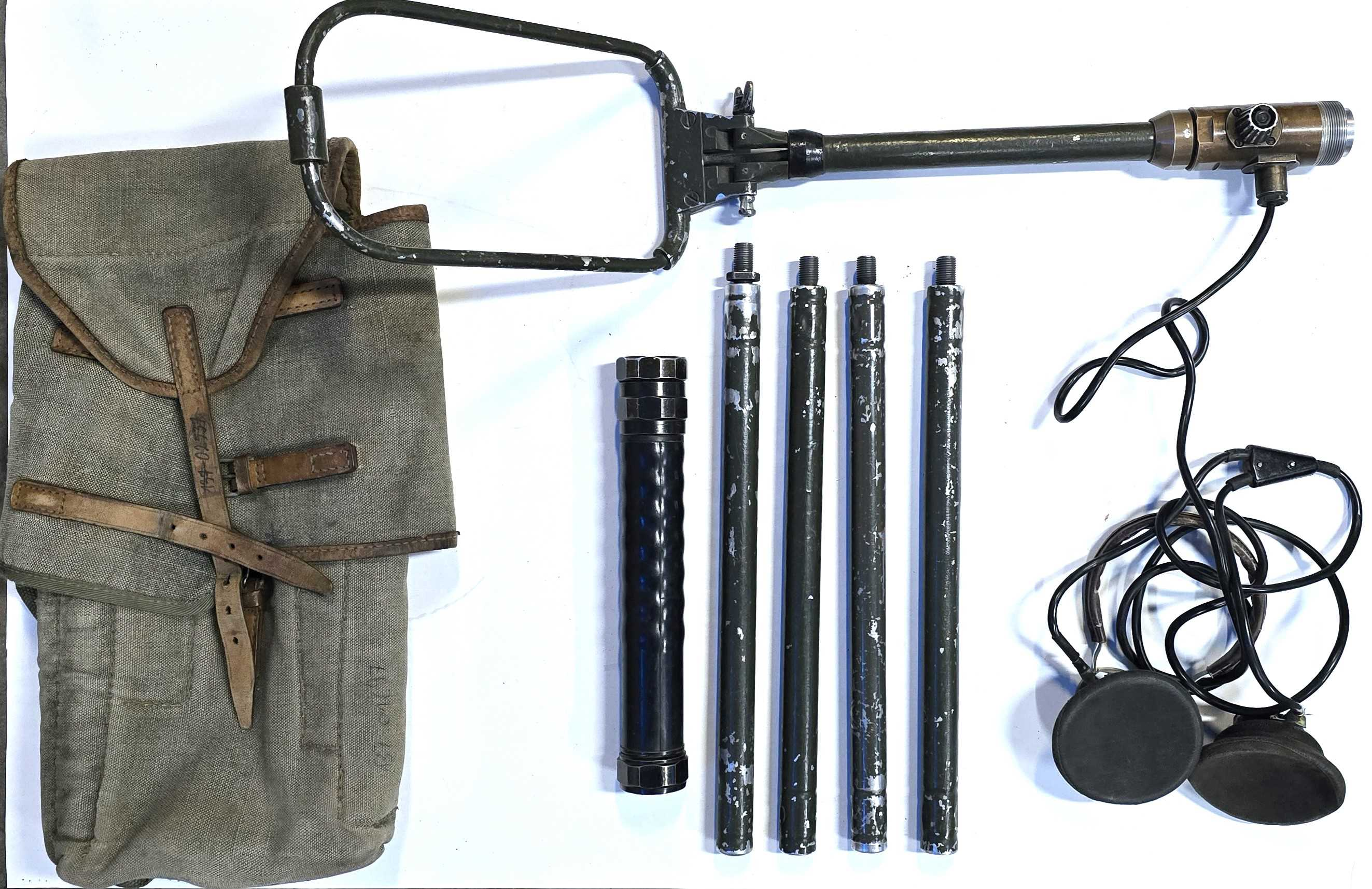
Wykrywacz min W-3-P - części składowe

Wykrywacze min typu W-3-P i W-4-P służą do wykrywania przedmiotów z elementami metalowymi (min, pocisków itp.), znajdujących się pod powierzchnią gruntu i w śniegu oraz pod powierzchnią wody. Wykrywacze tego typu składają się z:
- ramki wykrywacza,
- rury głównej,
- tulei głównej z pokrętłem regulatora strojenia,
- rękojeści z wyłącznikiem,
- słuchawek
- drążków przedłużających.

Układ elektryczny wykrywacza jest wmontowany w tuleję główną, a gniazdo na baterię mieści się w rękojeści. 
| Nazwa parametru                 | Wartość   | Wartość   |
| Nazwa parametru                 | W-3-P     | W-4-P     |
| ------------------------------- | --------- | --------- |
| masa kompletu                   | 4,8 kg    | 5,25 kg   |
| masa wykrywacza do pracy stojąc | 2,6 kg    | 2,8 kg    |
| masa wykrywacza do pracy leżąc  | 2,0 kg    | 2,4 kg    |
| źródło zasilania                | 3 x R-12U | 3 x R-12U |
| czas nieprzerwanej pracy        | 200 h.    | 200 h.    |